# Van Reeth Glacier
Van Reeth Glacier är en glaciär i Antarktis. Den ligger i den centrala delen av kontinenten. Inget land gör anspråk på området. Van Reeth Glacier ligger 1 582 meter över havet.
Terrängen runt Van Reeth Glacier är kuperad åt nordost, men åt sydväst är den platt. Trakten är obefolkad. Det finns inga samhällen i närheten. 